# Szent Jutta
Szent Jutta vagy Yvette (franciául: Ivette de Huy), (1158 – 1228. január 13.) szentként tisztelt kegyes életű középkori németalföldi özvegy.
A németalföldi (mai belgiumi) származású Jutta fiatalon megházasodott, majd hamarosan megözvegyült. Édesapja – és ennek hatására püspökei – a szép özvegyet második házasságra akarta kényszeríteni, de Jutta meggyőzte a püspököt, hogy ő teljesen Krisztusnak akarja szentelni az életét. Ezek után igen szigorú aszkéta életet kezdett, azonban ügyelt arra, hogy ebből mások semmit se vegyenek észre. 11 éven át ápolta a környékbeli leprásokat. Fáradhatatlanul dolgozott mások lelki üdvének ügyében, és még a papok is szentebb életét kezdtek bensőséges intései hatására. 1228-ban hunyt el 70 éves korában. A katolikus egyház szentként tiszteli és halála napján üli meg emléknapját.